# Making Amends
Making Amends is de drieëntwintigste aflevering van het achtste seizoen van het tienerdrama Beverly Hills, 90210, die voor het eerst werd uitgezonden op 11 maart 1998.

## Verhaal
Noah heeft Donna gevonden in haar huis nadat zij een overdosis pijnstillers heeft ingenomen. Hij heeft de hulpdiensten gebeld en haasten zich naar het ziekenhuis, onderweg belt Noah Brandon op om hem in te lichten en vraagt Brandon om de rest te waarschuwen. In het ziekenhuis moeten de dokters vechten voor haar leven maar ze overleeft het tot grote opluchting van de rest. De vader van Donna, Dr. John Martin, neemt het Kelly kwalijk dat zij hem niet ingelicht heeft over haar verslaving en dat zij hier niets tegen gedaan heeft. Donna wil hierna nog steeds niet toegeven dat zij een verslaving heeft terwijl zij haast overleden was. Als donna ontslagen wordt uit het ziekenhuis wil zij schoon schip maken en biecht tegen haar baas op dat zij de ideeën van de laatste ontwerpen gestolen heeft van haar assistente vanwege de druk en verslaving en betuigt haar spijt hierover en vertelt haar baas dat zij een nieuwe kans wil. Tot haar ontzetting wordt ze ontslagen. Dit zorgt ervoor dat zij weer pijnstillers wil gaan slikken maar hier steekt Noah een stokje voor en spoelt al haar pillen door de afvoer. Donna beseft nu dat zij echt moet afkicken.
Brandon is nieuwsgierig waarom het nieuwe lied van David zo snel op de radio gedraaid wordt en speciaal op één radiozender. Hij praat met Jasper, van Davids oude band, hoe dit mogelijk is en hoort van Jasper dat dit waarschijnlijk kan door zendtijd te kopen wat niet helemaal legaal is. Brandon laat dit niet los en confronteert David hiermee maar die wil hier niet naar luisteren en neemt Brandon kwalijk dat hij zijn succes niet gunt. Maar David zit dit toch niet lekker en vraagt zijn manager of Brandon gelijk had, als hij hoort dat dit het geval is dan besluit David om hier niet mee door te gaan en verlaat zijn manager.
Steve ontvangt op zijn werk mysterieuze brieven van een vrouw die liefdesbrieven schrijft aan een man die in het pand heeft gewerkt van Steve. Om zijn nieuwsgierigheid te bevredigen heeft hij deze brieven gelezen is meteen verliefd op deze vrouw. Ondanks de waarschuwingen van Brandon besluit hij zich voor te doen als de man aan wie deze vrouw de brieven stuurt. Steve besluit haar te ontmoeten en uitleggen aan haar wie hij werkelijk is, maar op het moment als hij haar ziet dan gaat hij door met zich voor te doen als haar grote liefde.
Op de kliniek van Kelly komt een jong meisje binnen met tekenen van een aankomende bevalling, als Kelly Dr. Martin erbij roept dan is zij ineens verdwenen. Later op de dag vindt Kelly een vondeling voor de deur van de kliniek en beseft dat dit de baby is van het meisje dat ineens verdwenen is. Kelly zoekt haar op om haar hiermee te confronteren maar zij vertelt Kelly dat de baby niet van haar is en vraagt haar weg te gaan. Er zit niets anders op om de baby over te dragen aan de kinderbescherming. Nu de baby weg is laat dit een leegte achter bij Kelly die de baby erg mist en besluit zich aan te bieden als pleegouder. Brandon is niet erg enthousiast hierover en waarschuwt haar dat zij na een tijd misschien de baby weer af moet geven omdat de natuurlijke moeder haar weer opeist en dat dit erg pijnlijk kan zijn.

## Rolverdeling
- Jason Priestley - Brandon Walsh
- Jennie Garth - Kelly Taylor
- Ian Ziering - Steve Sanders
- Brian Austin Green - David Silver
- Tori Spelling - Donna Martin
- Tiffani Thiessen - Valerie Malone
- Joe E. Tata - Nat Bussichio
- Lindsay Price - Janet Sosna
- Vincent Young - Noah Hunter
- Michael Durrell - Dr. John Martin
- Michael Trucco - Josh Hunter
- Robert Curtis Brown - Robert Gwinnet
- Paul Popowich - Jasper McQuade
- Season Hubley - Karen Evans
- Yorgo Constantine - Frank Saunders
- Jessica Alba - Leann
- Nicole Forester - Jill Reiter